# Nymphon simulare
Nymphon simulare är en havsspindelart som beskrevs av Child, C.A. 1992. Nymphon simulare ingår i släktet Nymphon och familjen Nymphonidae. Inga underarter finns listade i Catalogue of Life.